# Marincello

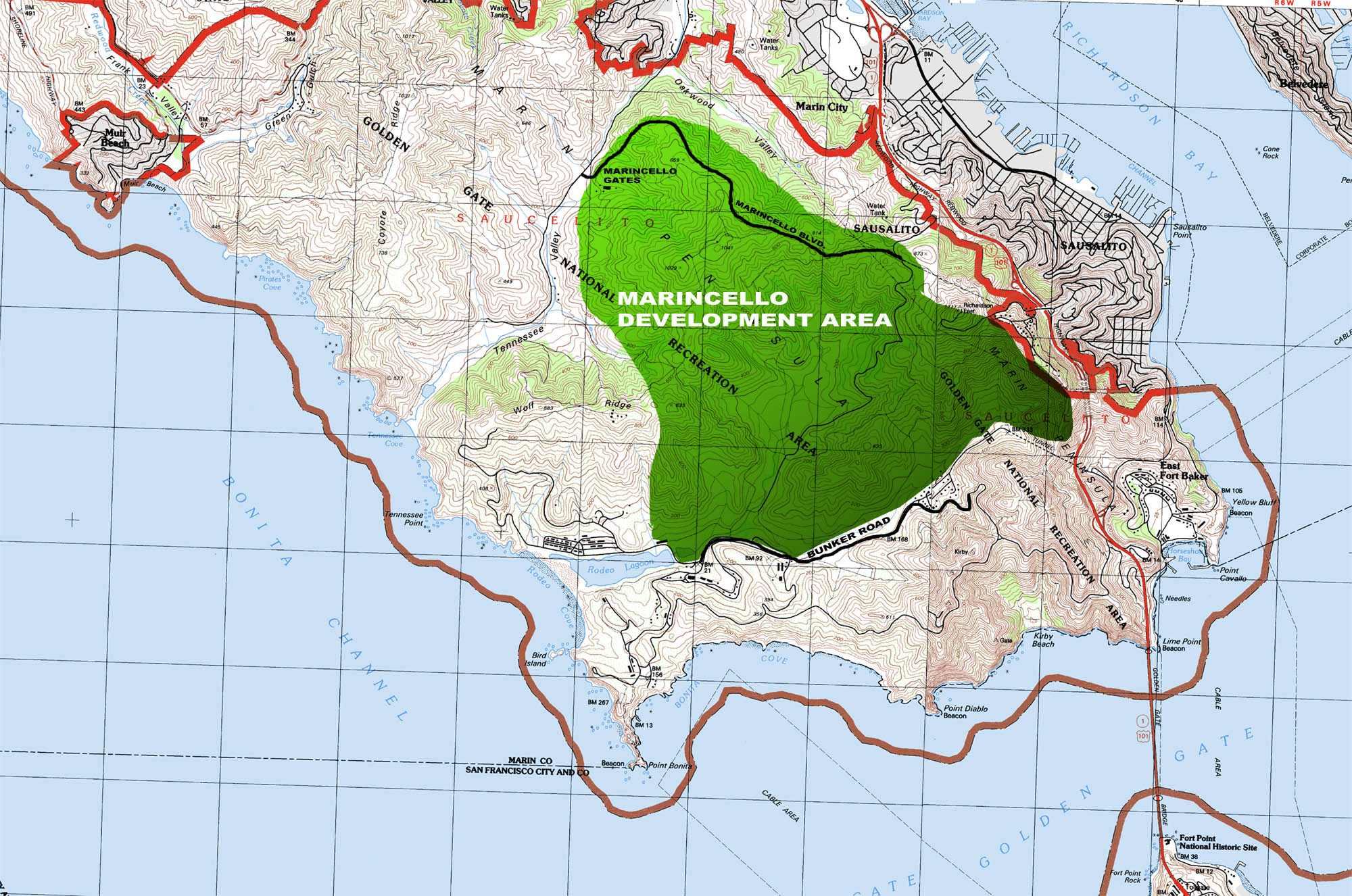
Het groene gebied op deze kaart (een recente kaart van het uiterste zuiden van Marin County) toont de locatie van de geplande stad Marincello.

Marincello was een voorgestelde maar nooit gebouwde voorstad ten noorden van San Francisco, in de Marin Headlands in Marin County (Californië). De naam was een samentrekking van 'Marin' en 'Monticello'.

## Geschiedenis
In de jaren 1960 waren er concrete plannen om in de Marin Headlands een geplande voorstad te bouwen waar wel 30.000 mensen konden wonen. De plannen kwamen van vastgoedontwikkelaar Thomas Frouge en werden in november 1965 goedgekeurd door Marin County, ondanks protest van lokale leiders en milieuactivisten.
Aan de ingang van het te ontwikkelen terrein werden grote toegangspoorten gebouwd. Er doken echter snel wettelijke problemen op en in 1967 kwam de bouw stil te liggen, ten dele omdat Gulf Oil, dat het project meefinancierde, er niet meer in geloofde. Er kwamen meer rechtszaken, waarin verschillende fouten in de zonering van Marincello werden blootgelegd. Tegelijkertijd liet de overheid bestuderen of de Headlands deel konden gaan uitmaken van een nationaal park rond de Golden Gate. Nadat Gulf Oil een belangrijke rechtszaak verloor in 1970, verkocht het de gronden aan The Nature Conservancy, dat ze twee jaar later aan de National Park Service overmaakte opdat ze zouden worden opgenomen in de net opgerichte Golden Gate National Recreation Area.
In 1976 werden de poorten van Marincello, het enige architecturale bewijs van het project, afgebroken. Wat de hoofdweg moest worden, bestaat wel nog als een zandweg, gepast Marincello Trail genoemd. Het is een populair wandel- en fietspad dat aangesloten is op een groot netwerk van paden in het natuurgebied.